# Permi terület

a Permi terület zászlaja

A Permi terület (oroszul: Пермская область) Oroszország egyik területe volt 2005. december 1-jéig a Volga-menti szövetségi körzetben. Egy 2004 októberében tartott népszavazás eredményeképpen Permi határterület (oroszul Пермский край) néven egyesült a közigazgatásilag addig is hozzá tartozó Komi-permják autonóm körzettel. 
A területet székhelye, Perm városa után nevezték el. Területe 160 600 km² volt, lakosainak száma a 2002-es népszámlálás szerint 2 819 421 volt.
A két terület összeolvasztása előtt a következő területek vették körül: a Komi Köztársaság, a Szverdlovszki terület, Baskíria, Udmurtföld, a Kirovi terület és a Komi-permják autonóm körzet.